# 拟片脊叶蝉属
拟片脊叶蝉属（学名：Parapythamus）为叶蝉科的一个属。

## 下属物种
本属包括以下物种：
- 绥阳拟片脊叶蝉 Parapythamus suiyangensis Li & Li, 2011